# Голосов овраг
Го́лосов овраг (Власов овраг, Голос-овраг) — овраг в Москве, на территории музея-заповедника «Коломенское».
Овраг тянется от берега Москвы-реки до современного проспекта Андропова. На берегу оврага стоит церковь Усекновения главы Иоанна Предтечи. В самом овраге расположены камни, которым городская легенда приписывает древнее сакральное значение, хотя достоверные сведения о них не старше середины XX века, — Гусь-камень и Девин (Девичий) камень.

## Происхождение названия
Название оврага может иметь антропонимическое происхождение, ср. имя Влас, Власий (вариант — Волос), фамилии Голосов, Власов. Встречается, однако, название Голос-овраг, которое пока не объяснено.

## Гусь-камень и Девий (Девичий) камень
- Гусь-камень
- Девий камень

В овраге расположено несколько валунов-песчаников, один из которых, Девий, сохранил окаменевший рельеф морского дна.
Два особенно известных валуна причудливой формы — «Гусь-камень» и «Девичий камень» (с 1960—1970-х годов; с 1990-х годов также используются названия «мужской» и «женский», ранее также использовались названия: «Дикие камни» — в 1940-е годы, «Святые камни» — в 1950-е годы) — расположены на склоне оврага в 50 метрах один от другого и связаны тропинкой. Камни не обозначены на картах. Один из них, пузырчатой формы, имеет размер 2×2 метра, другой, с углублениями, 2×1,5 метра. Деревья около камней увешаны ленточками. Этот обычай, по-видимому, возник в конце 1990-х годов.
В настоящее время широко распространились слухи о якобы древнем сакральном значение Гусь-камня и Девичего камня, однако в 2004 году группа студентов под руководством фольклориста А. Л. Топоркова изучила камни и пришла к выводу, что их почитание не имеет древних корней, а сложилось лишь в 1970-е годы.
По мнению М. Гривы, «[д]остоверные сведения о [камнях] восходят ко времени не ранее конца 1940-х — начала 1950-х годов». Наиболее вероятно, что почитание этих камней было привнесено извне — москвичами или другим пришлым населением — и лишь затем частично воспринято жителями близлежащего села Дьяково.

### Почитание камней
Почитание природного объекта в современном мегаполисе уникально. Комплекс не является местночтимым: паломники прибывают со всей Москвы и даже из других городов. По наблюдения М. Гривы, почитающие делятся на три группы:
1. «Основная группа» приходит к камням со своими желаниями и проблемами: молодые люди хотят «удачно сдать экзамены и поступить в университет» или «выйти замуж за москвича», люди среднего возраста пытаются найти спутника жизни или зачать ребёнка, люди старшего возраста ищут излечения от болезней.
2. Эзотерики считают, что место отличается «особой энергией» и ищут здесь энергетическое поле. Поклонники эзотерических идей зачастую приходят к камням группами.
3. Неоязычники. Интерес неоязычников к камням связан с именем А. С. Чигрина, который, будучи студентом исторического факультета Московского педагогического института им. В. И. Ленина, с 1985 года также работал экскурсоводом музея-заповедника «Коломенское». В своей курсовой и дипломной работах, «Языческое святилище в Коломенском», Чигрин предложил гипотезу о том, что «священные камни… уходят своими корнями в далекое языческое прошлое» и широко излагал эту теорию во время экскурсий к камням, которые он проводил с 1989 года.

## Городские легенды
Около 2007 года в прессе появились сюжеты, связанные с Голосовым оврагом и подаваемые как реальные факты со ссылкой на подтверждающие их архивные документы или как городские легенды.
С камнями в овраге связана современная легенда о Георгии Победоносце, который якобы бился именно на этом месте со змием (драконом); камни — это останки коня и дракона или одного из них. Наиболее распространён вариант, в котором нижний камень (Гусь-камень, «мужской») — остатки головы коня, а верхний («пупырчатый» Девий, «женский») — его внутренностей. По материалам М. Гривы, легенда начала обретать популярность в 1980-е годы и полностью закрепилась к концу 1990-х.

## В художественной литературе
Несколько персонажей повести Константина Григорьева «Зелёный туман» попадают через Голосов овраг в будущее — и случайно, и намеренно.

## Особо охраняемая природная территория
Постановлением правительства Москвы от 8 декабря 2009 года Голосов овраг получил статус памятника природы, а прилегающая территория (площадью 18,9 га) — особо охраняемой природной территории.